# Mamanuca-eilanden

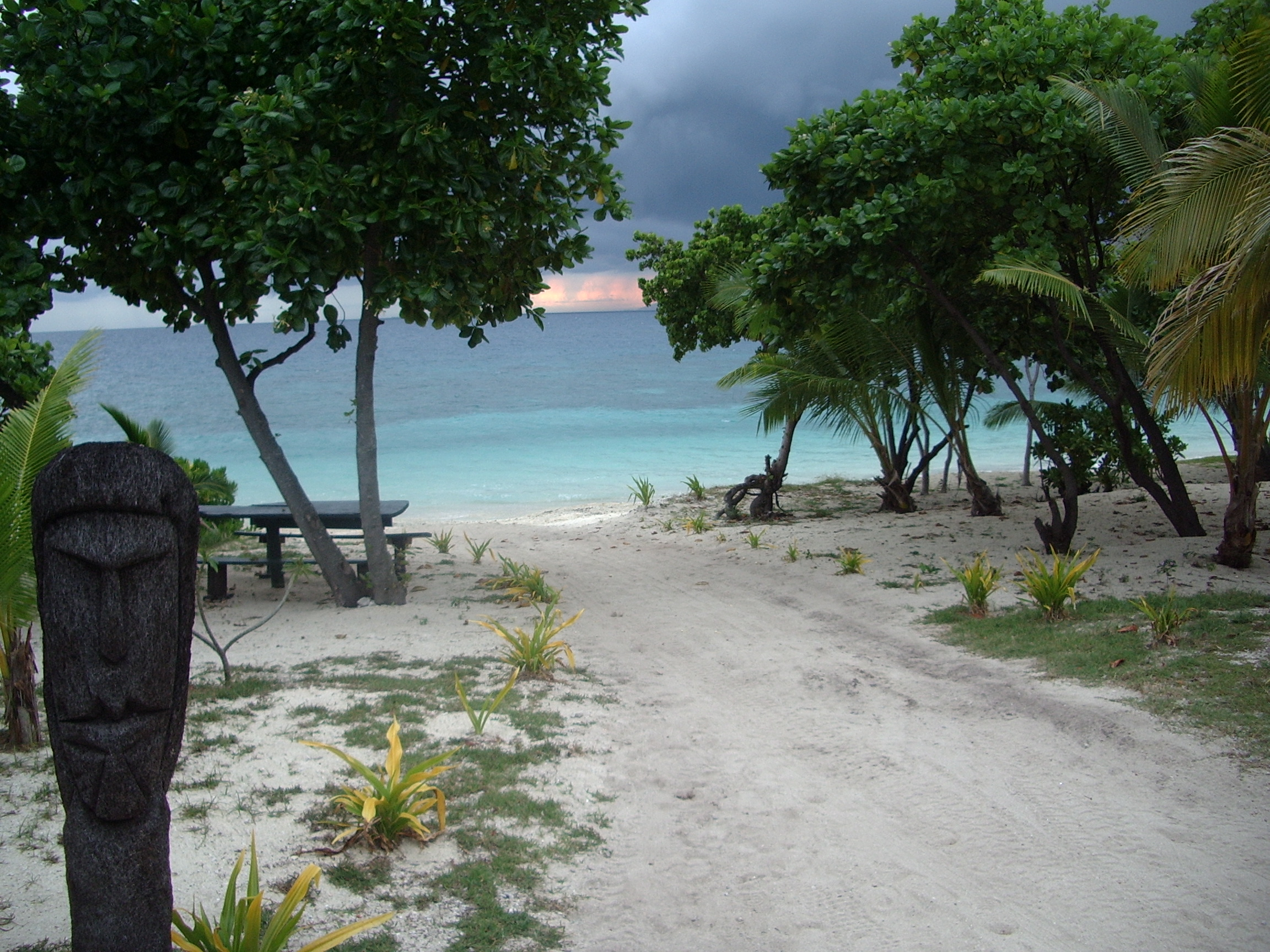
Strand op Bounty Island (Mamanuca-eilanden)

De Mamanuca-eilanden zijn een eilandengroep van vulkanische oorsprong in de Stille Zuidzee behorend tot Fiji. Deze eilandengroep ligt ten westen van de stad Nadi op Viti Levu en ten zuiden van de Yasawa-eilanden.

De Mamanuca-eilanden zijn een populaire toeristenbestemming. Het toeristisch centrum van de eilanden is Malololailai.

De eilandengroep bestaat uit 20 eilanden, waarvan er 7 bij hoogwater overstroomd raken.

## Eilanden
- Beachcomber Island
- Eori
- Kadomo
- Malolo
- Malolo Lailai
- Mana Island
- Matamanoa
- Monu Island
- Monuriki
- Namotu
- Nautanivono
- Navadra
- Navini
- Qalito
- Tavarua
- Tavua
- Tokoriki
- Treasure Island
- Vomo
- Yanuya

## Varia
Op Monuriki werd een groot deel van de film Cast Away opgenomen.